# Segunda Categoría de Tungurahua 2014
El Campeonato Provincial de Segunda Categoría de Tungurahua Copa Coop. Mushuc Runa 2015 fue un torneo de fútbol en Ecuador en el cual compitieron equipos de la provincia de Tungurahua. El torneo fue organizado por la Asociación de Fútbol Profesional de Tungurahua (AFT) y avalado por la Federación Ecuatoriana de Fútbol. El torneo empezó el 16 de mayo de 2015 y finalizó el 12 de julio de 2015. Participaron 5 clubes de fútbol y entregó 2 cupos al Zonal de Ascenso de la Segunda Categoría 2015 por el ascenso a la Serie B.

## Sistema de campeonato
El sistema determinado por la Asociación de Fútbol Profesional de Tungurahua fue el siguiente:
- Se jugó una etapa única con los 5 equipos establecidos, fue todos contra todos ida y vuelta (10 fechas), en cada fecha un equipo tuvo descanso, al final los equipos que terminen en primer y segundo lugar clasificaron a los zonales  de Segunda Categoría 2014.

## Posiciones
| Pos | Equipo            | Pts | PJ | G | E | P | GF | GC | Dif |
| --- | ----------------- | --- | -- | - | - | - | -- | -- | --- |
| 1º  | Pelileo S.C.      | 21  | 7  | 7 | 0 | 0 | 34 | 5  | +29 |
| 2º  | León Carr         | 15  | 6  | 5 | 0 | 1 | 29 | 9  | +20 |
| 3º  | Bolívar           | 7   | 6  | 2 | 1 | 3 | 9  | 14 | -5  |
| 4º  | El Globo          | 1   | 6  | 1 | 1 | 4 | 8  | 16 | -2  |
| 5º  | América de Ambato | 0   | 7  | 0 | 0 | 7 | 6  | 41 | -35 |

## Resultados
|  | Bolívar      | 2 - 2 | El Globo          |  | Estadio Bolívar del Instituto Técnico Superior Bolívar             | 11 de mayo | 15:00 |
|  | Pelileo S.C. | 5 - 2 | León Carr         |  | Estadio Ciudad de Pelileo de la Liga Deportiva Cantonal de Pelileo | 11 de mayo | 15:00 |
|  | Libre:       | -     | América de Ambato |  | -----                                                              | -----      | ----- |

|  | El Globo  | 3 - 2 | América de Ambato |  | Estadio Neptalí Barona                                             | 18 de mayo | 11:00 |
|  | León Carr | 2 - 0 | Bolívar           |  | Estadio Ciudad de Pelileo de la Liga Deportiva Cantonal de Pelileo | 18 de mayo | 13:00 |
|  | Libre:    | -     | Pelileo S.C.      |  | -----                                                              | -----      | ----- |

|  | Pelileo S.C. | 3 - 0 | El Globo          |  | Estadio Ciudad de Pelileo de la Liga Deportiva Cantonal de Pelileo | 25 de mayo | 11:00 |
|  | Bolívar      | 2 - 1 | América de Ambato |  | Estadio Bolívar del Instituto Técnico Superior Bolívar             | 25 de mayo | 13:00 |
|  | Libre:       | -     | León Carr         |  | -----                                                              | -----      | ----- |

|  | América de Ambato | 1 - 7 | León Carr |  | Estadio Bellavista                                                 | 1 de junio | 11:00 |
|  | Pelileo S.C.      | 3 - 1 | Bolívar   |  | Estadio Ciudad de Pelileo de la Liga Deportiva Cantonal de Pelileo | 1 de junio | 13:00 |
|  | Libre:            | -     | El Globo  |  | -----                                                              | -----      | ----- |

|  | América de Ambato | 0 - 7 | Pelileo S.C. |  | Estadio Bellavista                                                 | 8 de junio | 11:00 |
|  | León Carr         | 4 - 2 | El Globo     |  | Estadio Ciudad de Pelileo de la Liga Deportiva Cantonal de Pelileo | 8 de junio | 13:00 |
|  | Libre:            | -     | Bolívar      |  | -----                                                              | -----      | ----- |

|  | Pelileo S.C. | 8 - 1 | América de Ambato |  | Estadio Ciudad de Pelileo de la Liga Deportiva Cantonal de Pelileo | 15 de junio | 11:00 |
|  | El Globo     | 0 - 4 | León Carr         |  | Estadio Neptalí Barona                                             | 15 de junio | 13:00 |
|  | Libre:       | -     | Bolívar           |  | -----                                                              | -----       | ----- |

|  | Bolívar   | 0 - 6  | Pelileo S.C.      |  | Estadio Bolívar del Instituto Técnico Superior Bolívar             | 22 de junio | 11:00 |
|  | León Carr | 10 - 1 | América de Ambato |  | Estadio Ciudad de Pelileo de la Liga Deportiva Cantonal de Pelileo | 22 de junio | 13:00 |
|  | Libre:    | -      | El Globo          |  | -----                                                              | -----       | ----- |

|  | El Globo          | 1 - 2 | Pelileo S.C. |  | Estadio Bolívar del Instituto Técnico Superior Bolívar             | 29 de junio | 11:00 |
|  | América de Ambato | 0 - 4 | Bolívar      |  | Estadio Ciudad de Pelileo de la Liga Deportiva Cantonal de Pelileo | 29 de junio | 13:00 |
|  | Libre:            | -     | León Carr    |  | -----                                                              | -----       | ----- |

### Campeón
| |
| Pelileo Sporting Club 4.to Título Clasifica a los zonales de la Segunda Categoría 2014 - También clasifica Club Social, Cultural y Deportivo León Carr como Vicecampeón. |

| Predecesor: Edición 2013 | Campeonato Provincial de Segunda Categoría de Tungurahua Edición 2014 | Sucesor: Edición 2015 |